# HD 181925
HD 181925，又名CD-4313352，SAO 229660、HR 7350，是一颗恒星，视星等为6.17，位于銀經354.48，銀緯-24.03，其B1900.0坐标为赤經19h 17m 13.4s，赤緯-43° -24.03′ 51″。